# Trác tương miến

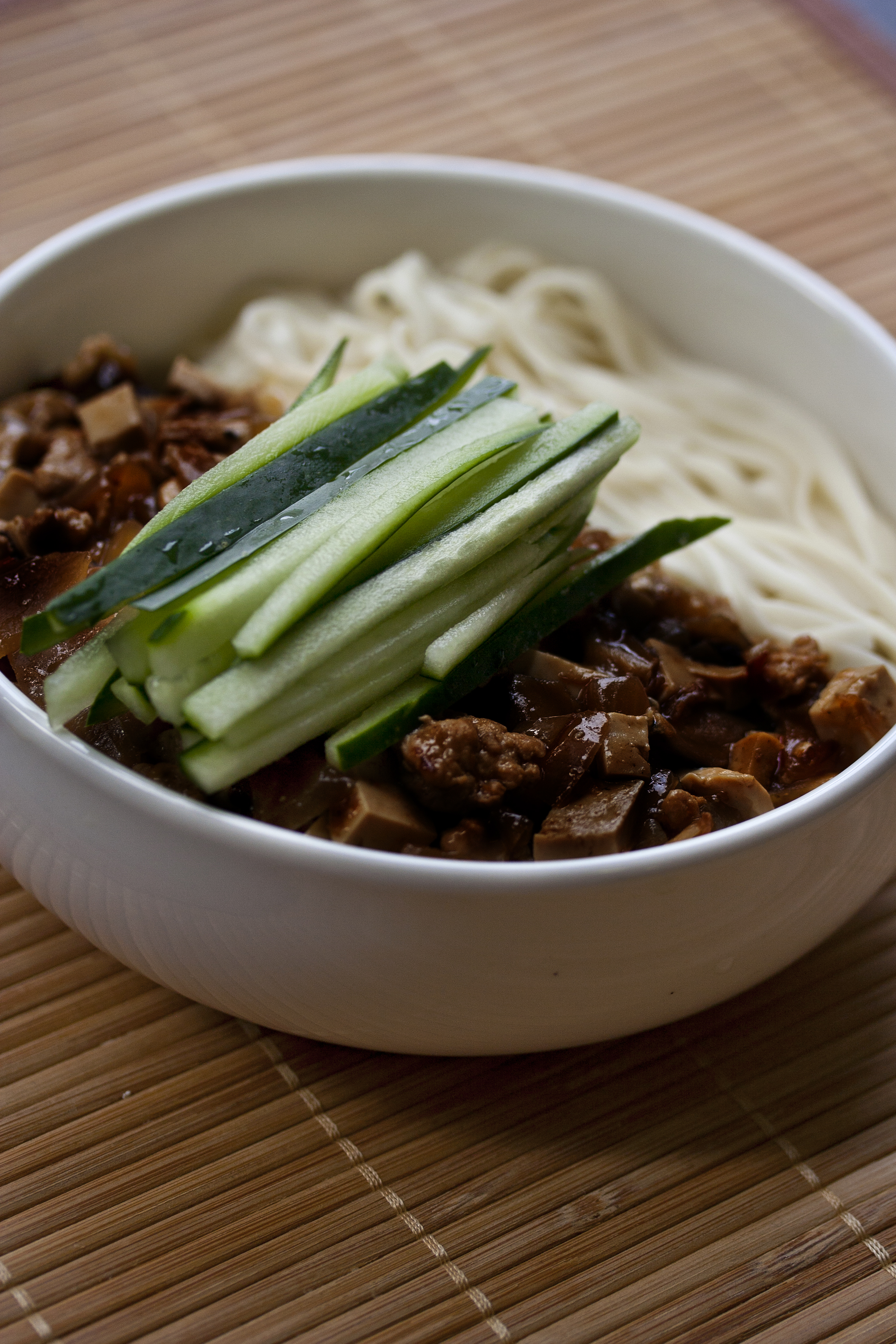
Trác tương miến kiểu Bắc Kinh xưa

Trác tương miến (giản thể: 炸酱面; phồn thể: 炸醬麵; bính âm: Zhajiangmian)  là một món mì có nguồn gốc từ Sơn Đông, Trung Quốc. Sợi mì to bản được trộn với nước sốt đậu tương được chao qua dầu. Đó là lý do vì sao tên gọi của món này có từ "trác" (nghĩa là chiên ngập dầu), từ chỉ cách chế biến được xác định bởi lượng dầu ăn trong chảo. Công đoạn cuối cùng làm xốt tương, vì trọng lượng riêng, phần xốt sẽ chìm xuống đáy chảo, và một lớp dầu sẽ nổi trên đó, động từ gọi là "trác tương".
Nước xốt thường được xào với thịt băm (hoặc thịt thái hạt lựu, thịt lợn băm nhỏ) và nước sốt vàng (hoặc nước sốt Tianmian, nước sốt đen cũ chủ yếu được sử dụng ở khu vực sử dụng tiếng Tấn). Phiên bản cải tiến của Quảng Đông và Hồng Kông cũng thêm đường hoặc mật ong. Các món ăn kèm khác gọi là "thái mã" hoặc "miến mã", nói chung có dưa chuột và củ cải thái nhỏ, đậu xanh, giá đỗ, rau cải bó xôi và thậm chí cả trứng tráng thái sợi.

## Các phiên bản
Trác tương miến là món ăn có nguồn gốc từ Sơn Đông, Trung Quốc. Ngoài ra, Bắc Kinh, Thiên Tân, Thượng Hải, Liêu Ninh, Cát Lâm, Quảng Đông, Hồng Kông hoặc thậm chí Nhật Bản, Hàn Quốc cũng có những phiên bản mì khác nhau.
Thời vua Quang Tự nhà Thanh, sau khi liên quân tám nước đánh vào Bắc Kinh năm 1900, Quang Tự và Từ Hy thái hậu và tùy tùng phải tháo chạy khỏi Bắc Kinh đến khu vực Tây An. Trên đường tới Tây An, thái giám Lý Liên Anh hầu cận Từ Hy đã phát hiện mùi thơm từ một tiệm mì Zhajiang. Nhóm người trong cơn đói mệt đã dừng lại ăn uống. Từ Hy và mọi người đều rất vừa ý. Từ Hy đã lệnh mang người đầu bếp nấu mỳ ấy về Bắc Kinh để sau này Từ Hy hồi kinh sẽ được ăn món mì Trác tương ấy.

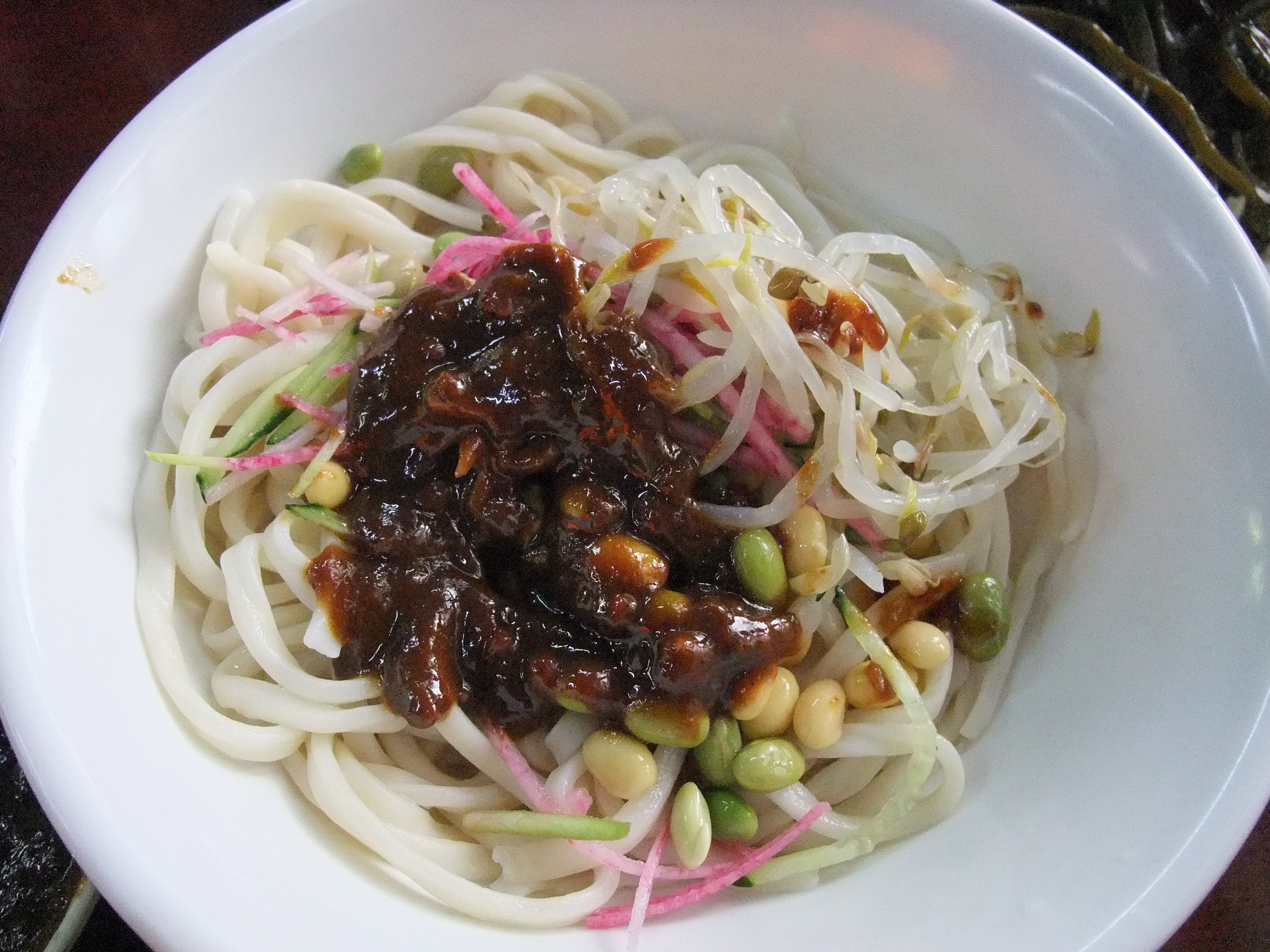
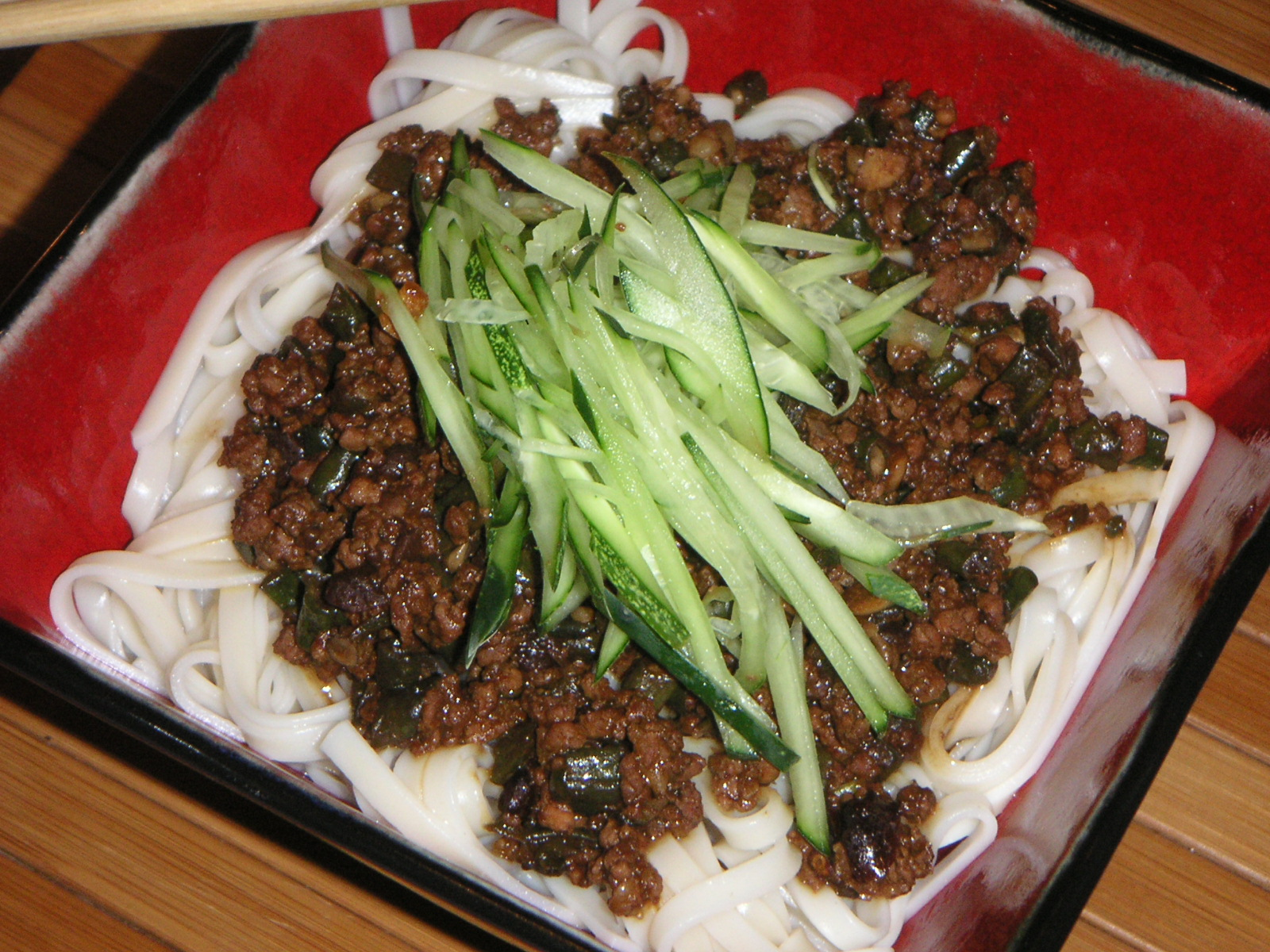

### Sơn Đông
Đặc trưng của mì xào sốt Sơn Đông là ngoài thịt thái hạt lựu trong sốt xào, sẽ có đậu đũa thái hạt lựu. Phương pháp là xào hành lá và gừng, xào thịt thái hạt lựu, thêm sốt tương, đậu đũa thái hạt lựu trước để trác tương cùng nhau. Ngoài ra còn có món trác tương miến xào với tôm thay vì thịt thái hạt lựu (nhục đinh). Vào mùa xuân còn ăn kèm với mầm cây hương xuân muối (腌香椿芽).

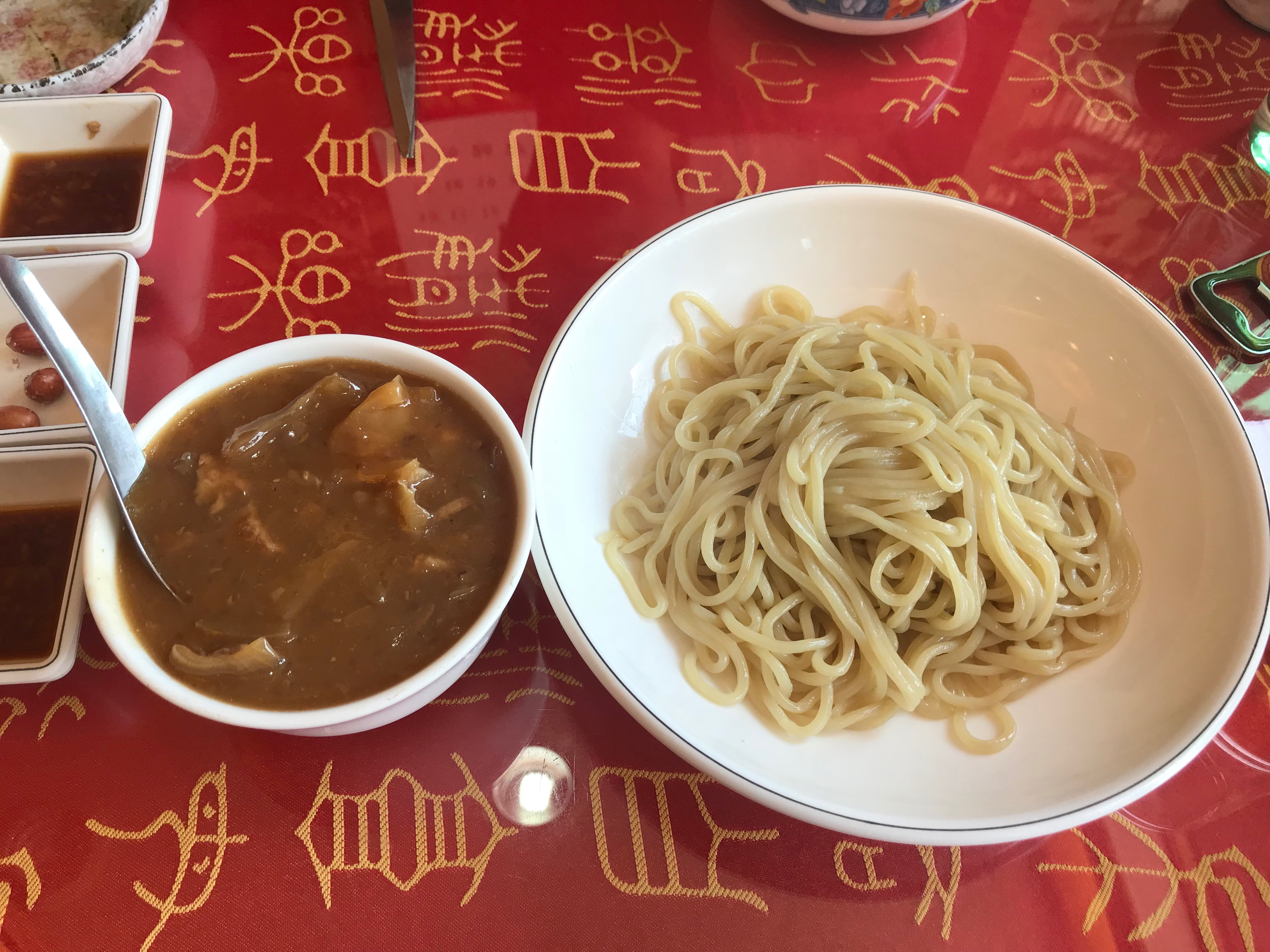
Món Trác tương miến Sơn Đông
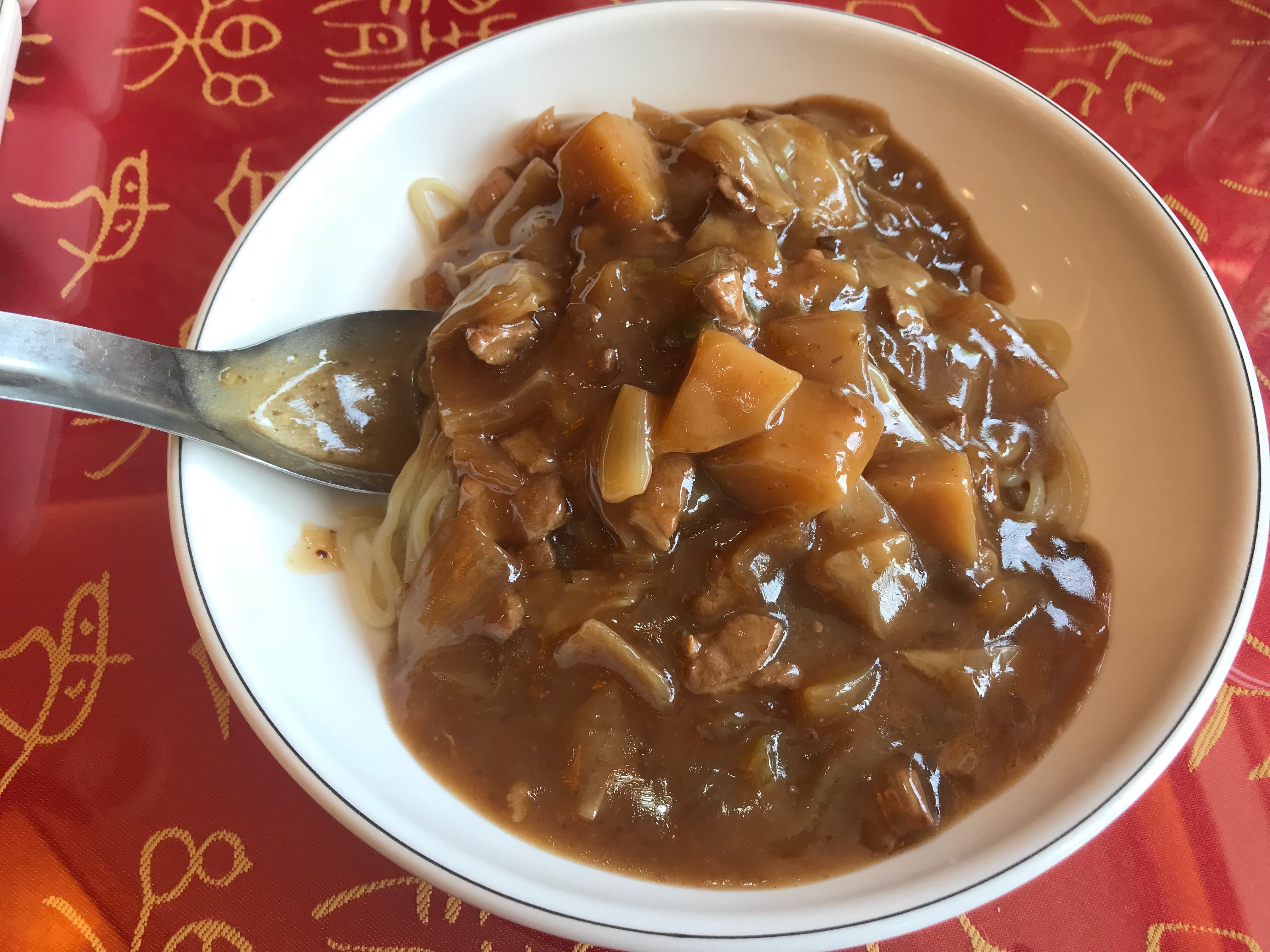

### Đông Bắc Trung Quốc

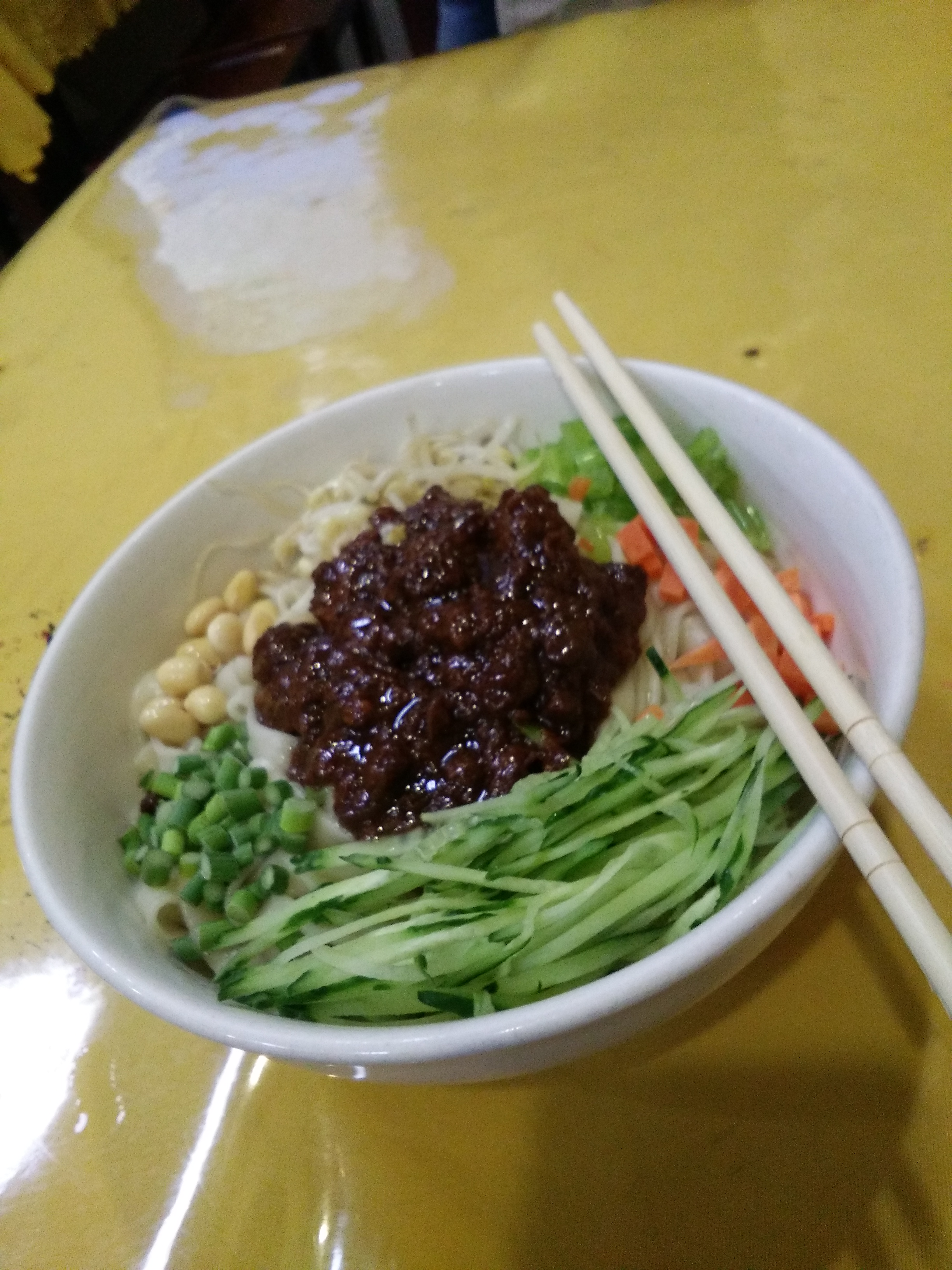
Trác tương miến ở Hàm Đan, tỉnh Hà Bắc

Ở Liêu Ninh và Cát Lâm, phần nước xốt tương truyền thống được làm từ Đại Tương và thịt lợn băm được gọi là nhục tương (tương thịt băm), phổ biến hơn; Ngoài ra còn có một phiên bản chay của tương đậu với trứng, được làm từ Đại Tương và trứng xào (炒鸡蛋), là một đặc sản địa phương.

### Bắc Kinh
Món ăn này được phổ biến tại Bắc Kinh nhờ những quán ăn Sơn Đông đầu tiên tại đây và dần dần trở thành một món ăn địa phương nổi tiếng sau khi được lan truyền và quảng bá. Cách làm món này theo kiểu Bắc Kinh cũ chủ yếu được làm từ nước sốt chiên, mì và các món "thái mã" ăn kèm được trộn đều rồi ăn, hương vị tươi ngon phong phú, không dầu mỡ. Phương pháp làm sốt tương của Bắc Kinh là cắt miếng thịt lợn nhỏ, xào với gừng, sau đó ăn cùng Hoàng tương khô, Hoàng tương tươi, tương ngọt mỗi thứ một phần ba, thêm hành tỏi vào hầm.
Món mì Bắc Kinh chú ý đến các món ăn kèm, ngoài việc trộn mì cán thủ công trộn với sốt tương ở trên, đi kèm dưa chuột cắt nhỏ, hành lá, giá đỗ và nhiều nguyên liệu khác. Một số người cũng thích thêm một chút nước dùng của mì (麵汤) để làm cho mì ẩm hơn, và thêm giấm và dầu mè để nếm theo sở thích cá nhân. Gia vị để ăn kèm cũng gồm tỏi, tốt nhất nên là loại tỏi một nhánh.

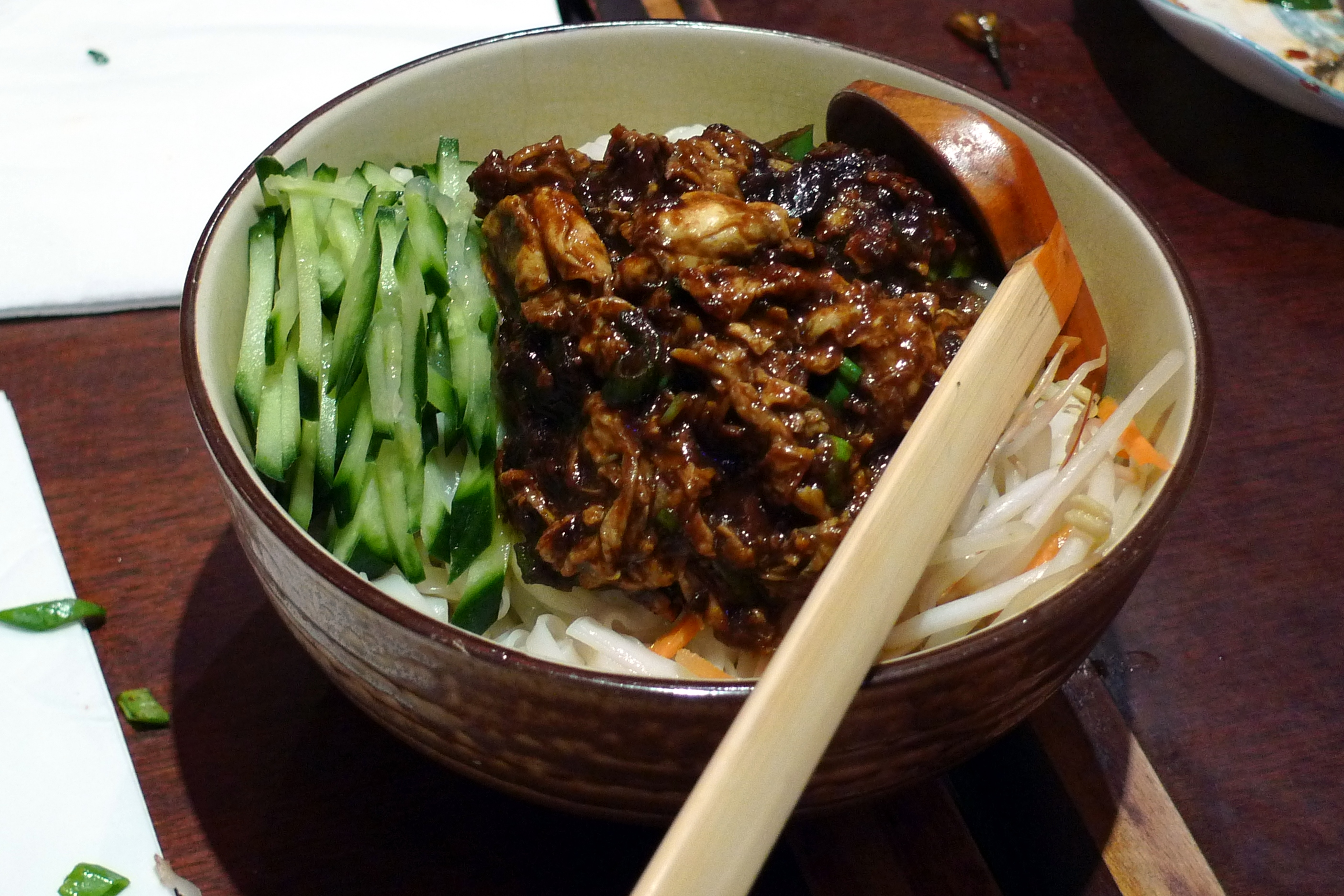
Trác tương miến kiểu Bắc Kinh truyền thống, với xốt và rau ăn kèm phủ bên trên và khi ăn thì trộn đều
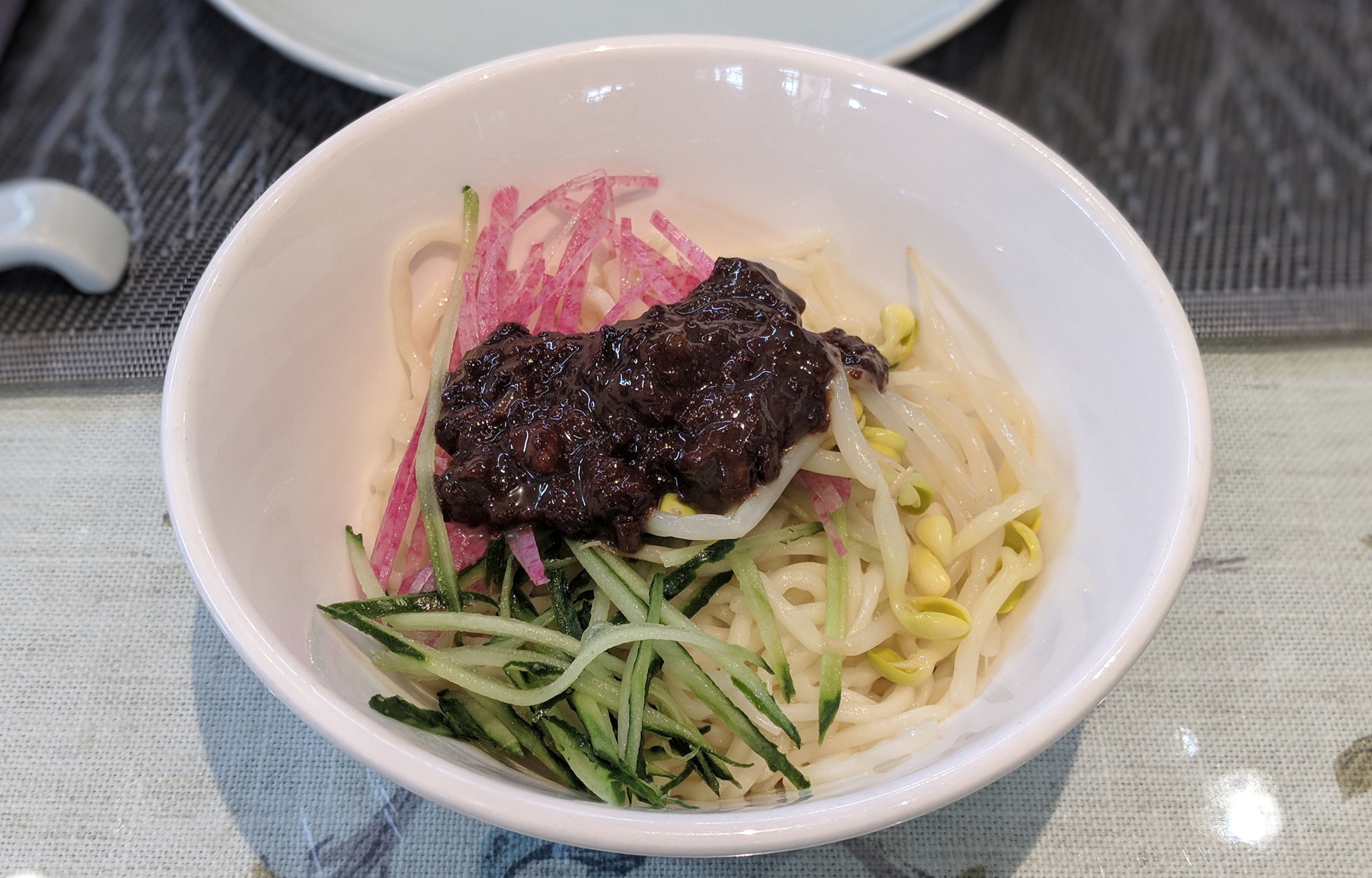
Trác tương miến Bắc Kinh
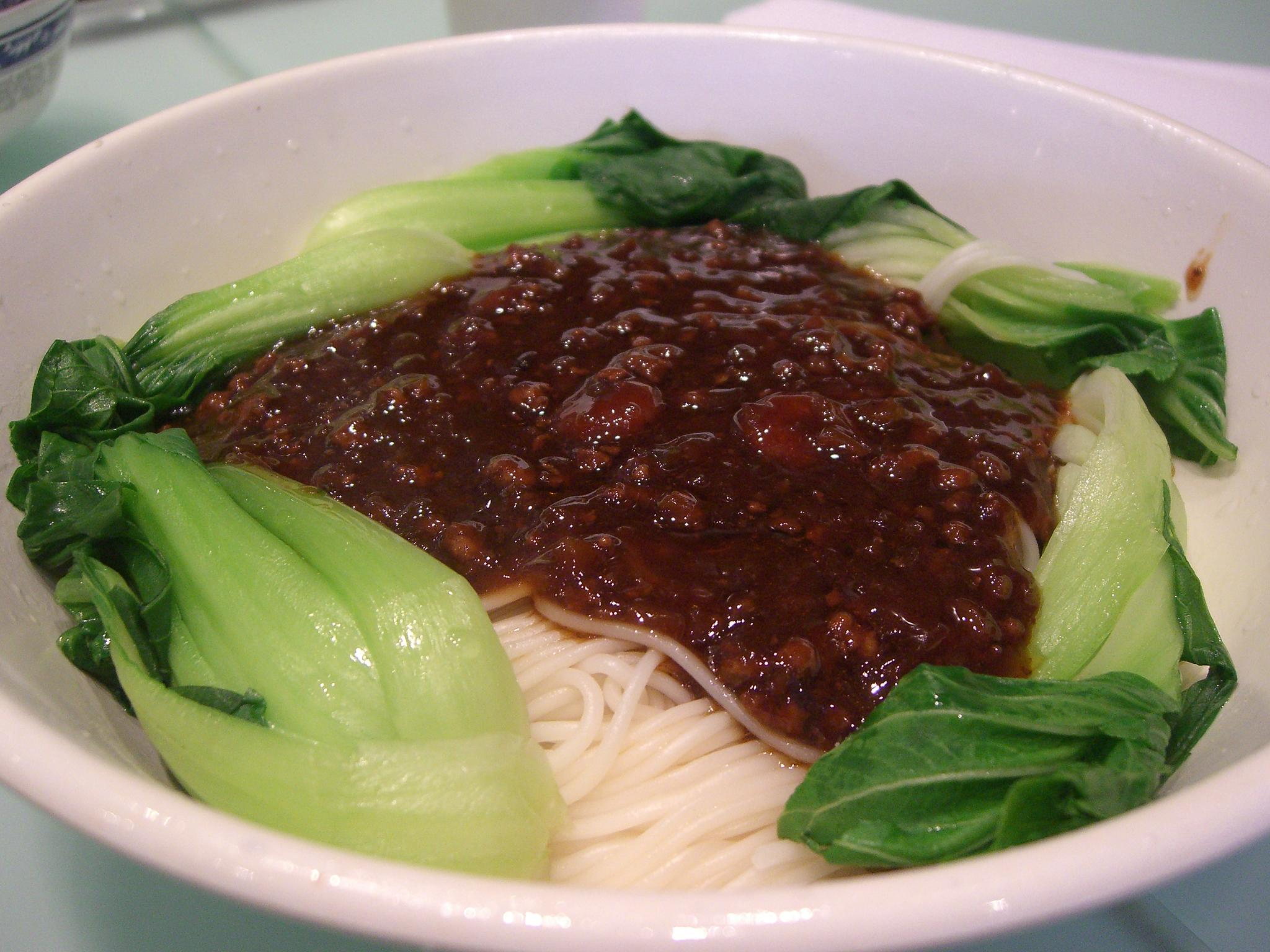

### Lưỡng Quảng
Món mì ở đây đặc trưng với tương đậu cay và sốt cà chua làm nước sốt chính. Cà rốt thái sợi và giấm đen, đường và muối được đun sôi nóng. Khi ăn với mì Quảng Đông và thịt lợn băm nhỏ, hương vị ngọt và cay hơn.

### Đài Loan

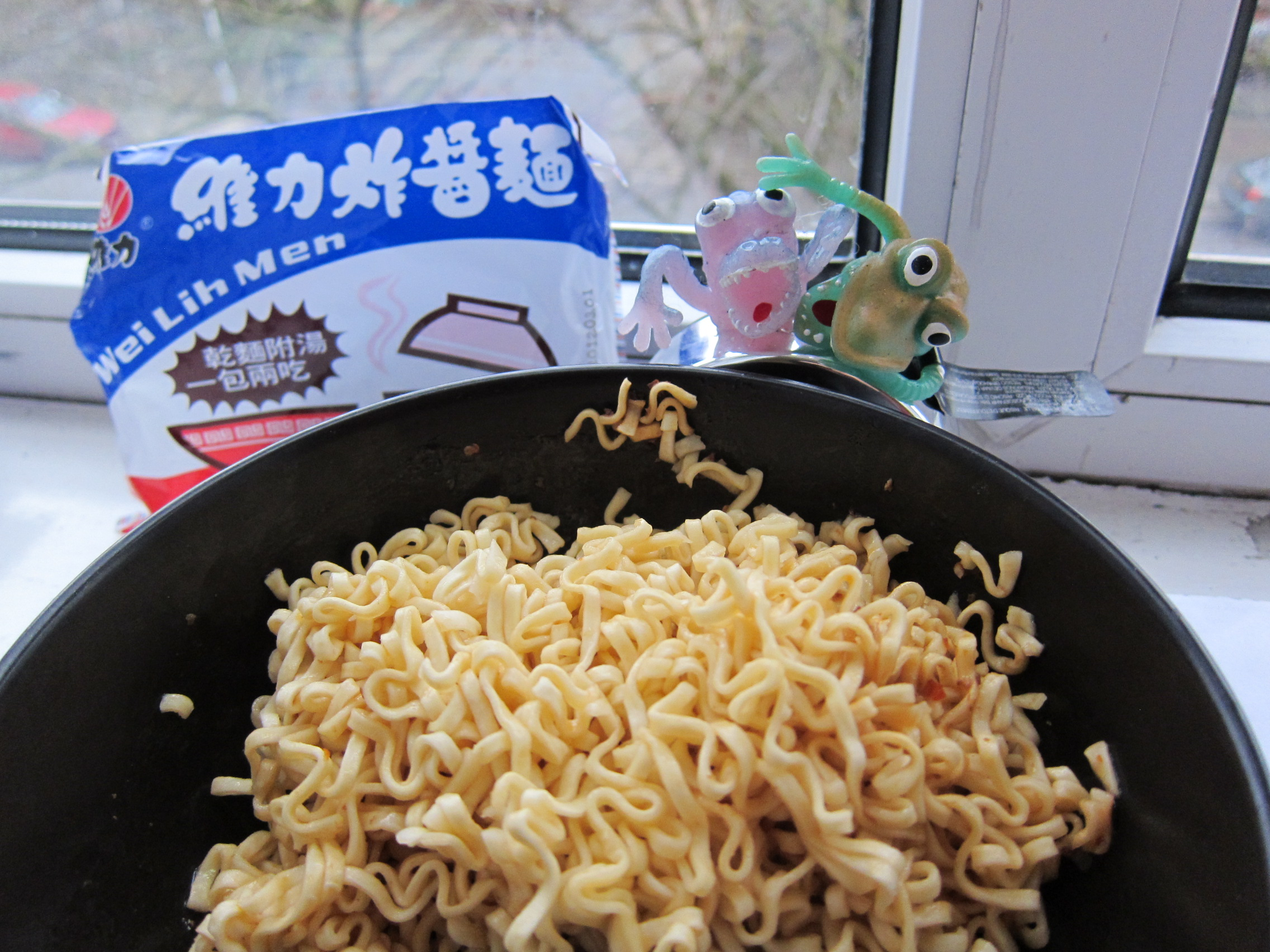
Trác tương miên phiên bản mì ăn liền Đài Loan

Cách làm trác tương kiểu Đài Loan: Thái thịt ba chỉ (五花肉) thành miếng vuông nhỏ, tương Đậu Biện (豆瓣醬) và tương ngọt/tương điềm miến (甜面酱) được pha loãng với nước. Đun nóng dầu trong chảo và cho vào gừng và xào. Đậu phụ khô (豆干) hơi xém với nhiệt độ thấp. Đầu tiên thêm tương Đậu Biện, xào trên lửa nhỏ cho đến khi có mùi thơm, sau đó thêm "tương điềm miến", tiếp tục chao trên lửa nhỏ cho đến khi nước sốt sánh đặc. Ngoài ra còn một sự kết hợp giữa mì sợi mảnh, mì cán thủ công tại gia và mì ăn liền.
Một sản phẩm nổi tiếng khác là thương hiệu mì ăn liền  Trác tương miến Duy Lực và liên tiếp ra mắt sản phẩm tương đóng hộp mang thương hiệu Duy Lực Trác Tương Quán (維力炸醬罐) được người dân Đài Loan ưa thích.

### Hàn Quốc
Tại Trung Quốc, mỳ trác tương ở Sơn Đông được coi là nguyên bản nhất, các địa phương đều có ít nhiều sai khác.
Tại Hàn Quốc, có món mì Jajangmyeon (자장면) hoặc jjajangmyeon (짜장면) được coi là một trong những biểu tượng văn hóa của Hàn Quốc và người Trung gọi đây là Hàn thức trác tương miến (韩式炸酱面) tức là Trác tương miến kiểu Hàn. Trong khi mỳ Trác tương miến nguyên gốc Trung Quốc được người Hàn Quốc gọi là jagjangmyeon ("작장면").
Thực tế thì món mỳ Jajangmyeon nổi tiếng của Hàn Quốc xuất hiện lần đầu từ năm 1905, bắt đầu tại một nhà hàng Trung Hoa (Gonghwachun, 공화춘; 共和春) ở Incheon. Nhà hàng này do một người nhập cư gốc Sơn Đông, Trung Quốc. Ngày nay tại Hàn Quốc, tiệm mỳ này đã trở thành bảo tàng mỳ Jjajangmyeon.

### Nhật Bản
Tại Nhật Bản, mỳ Zhajiang trở thành món mỳ Ja ja men hay còn gọi  ja jan men (じゃじゃ麺)

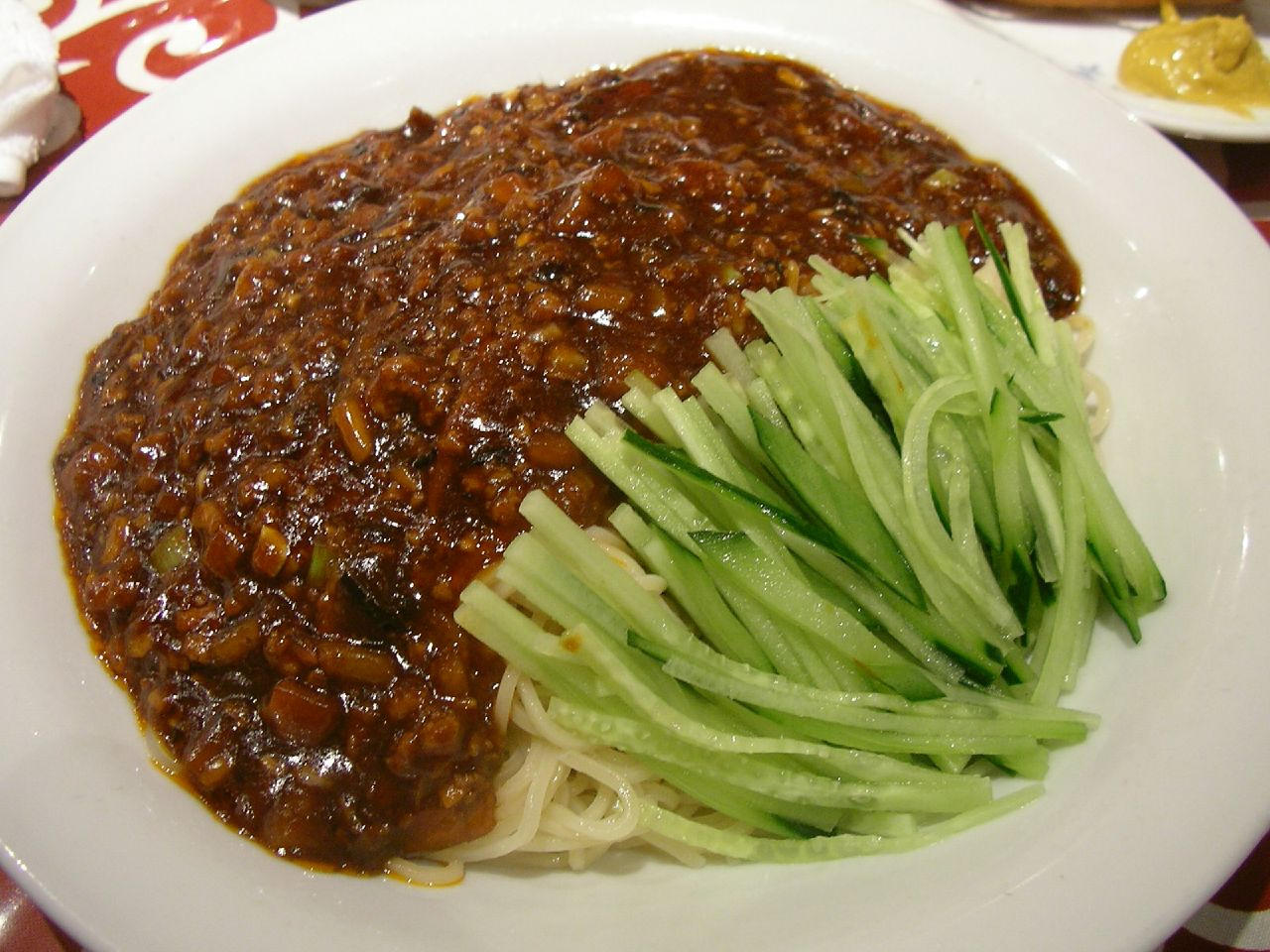
Trác tương miến tại Ginza, Tokyo
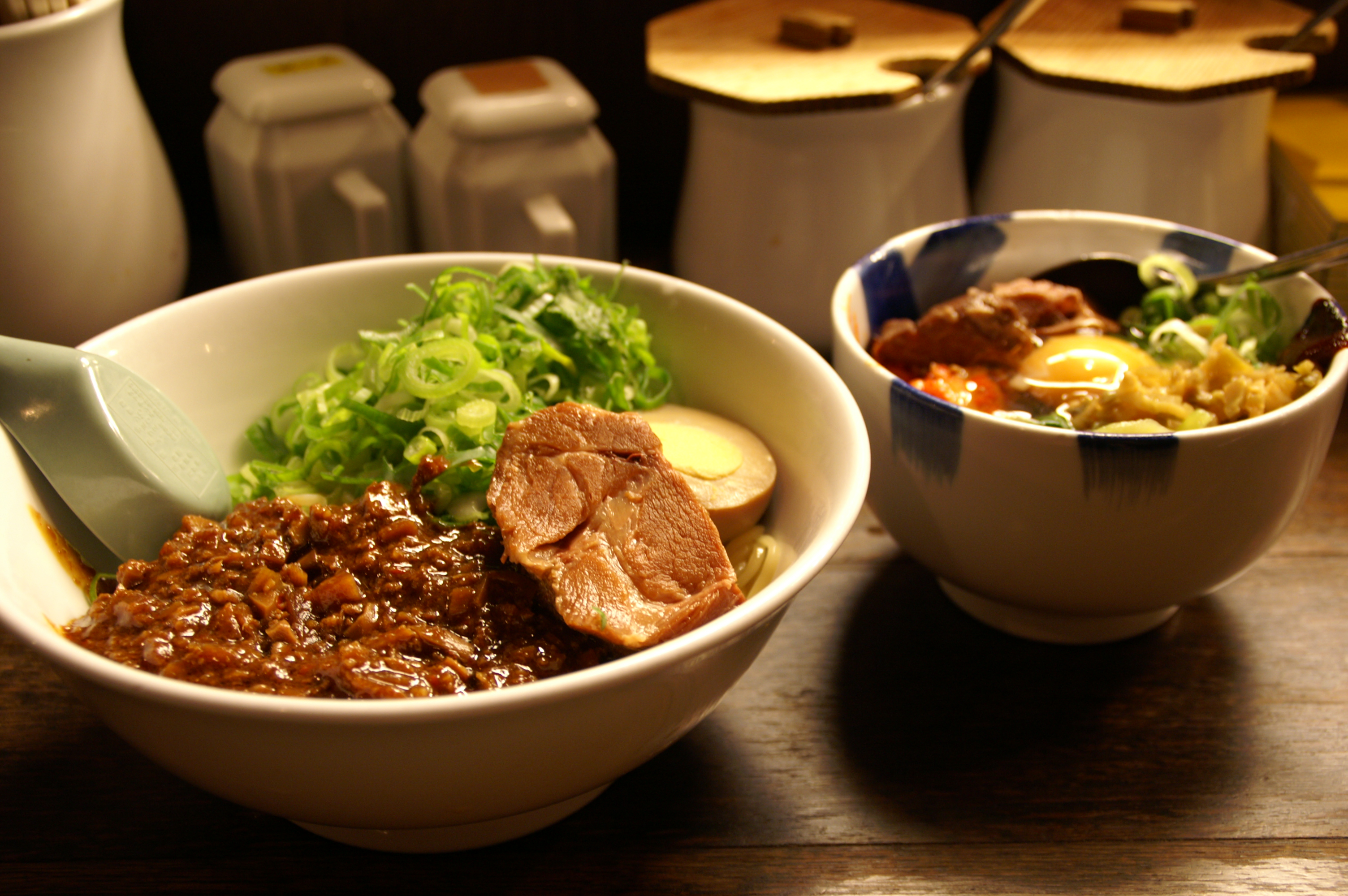
Trác tương miến và bibimbap tại Nhật Bản
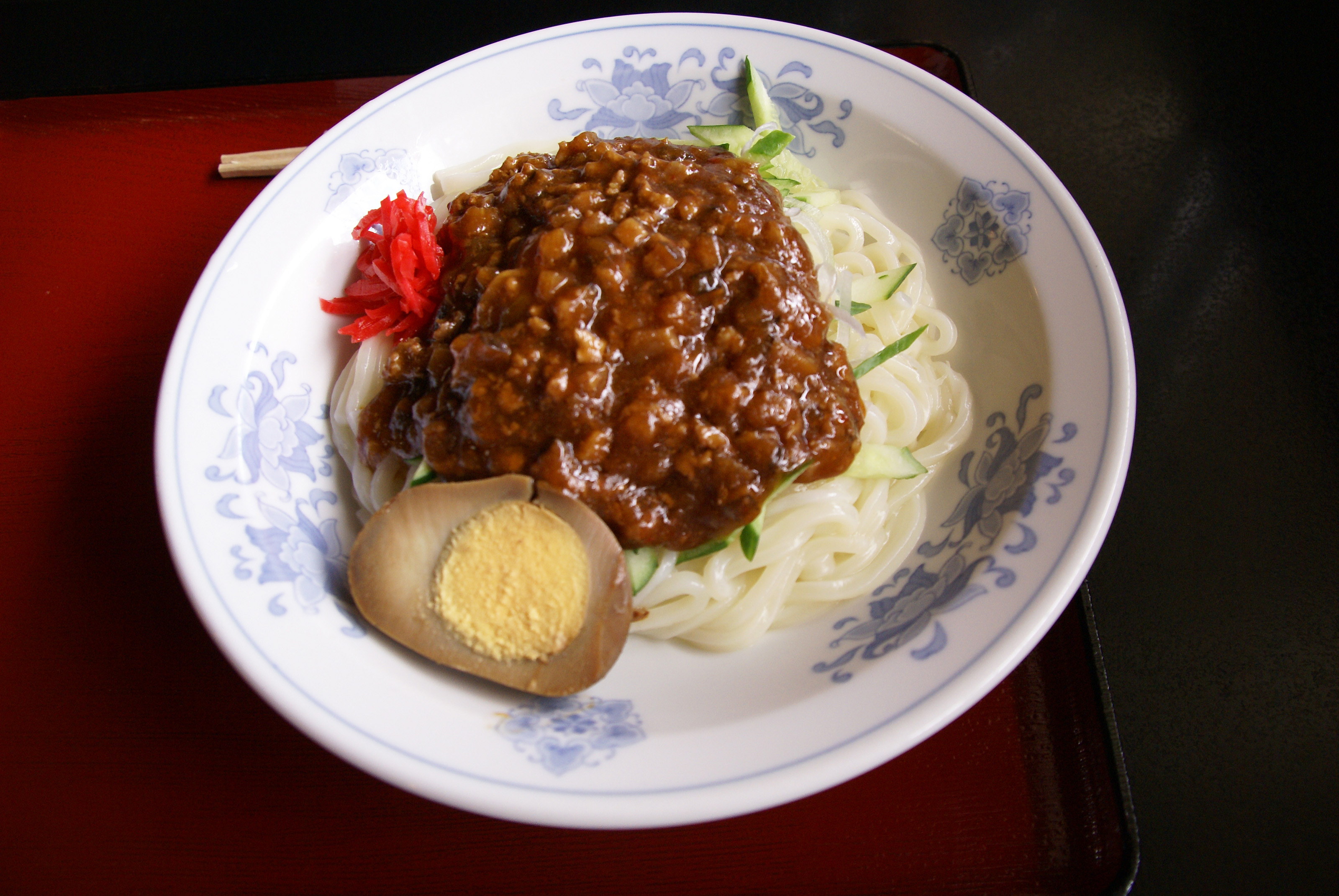
Jaja-men ở Hanamaki, tỉnh Iwate, Nhật Bản

## Văn hóa đại chúng

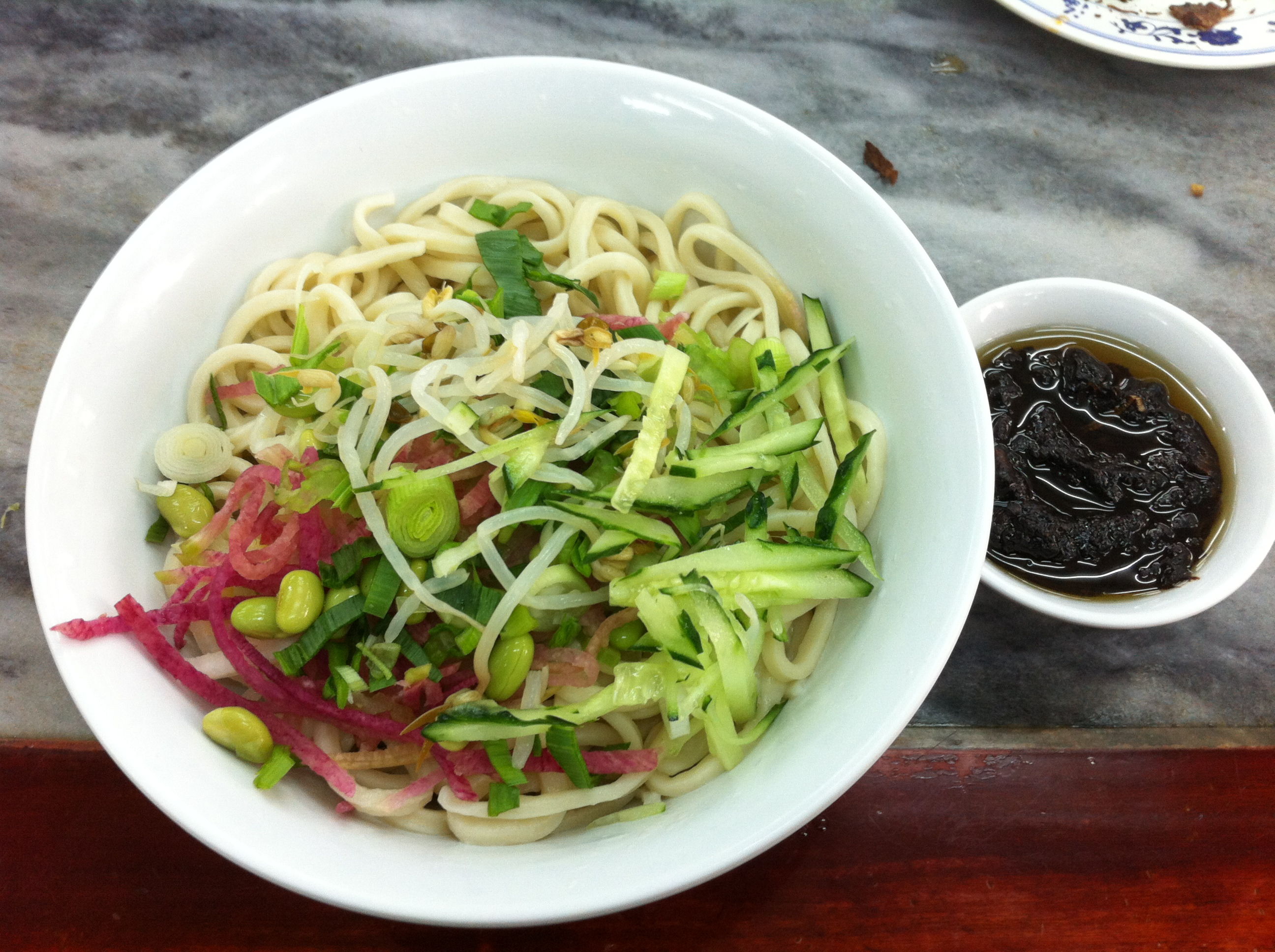
Món mì tại khu Cam Gia Khẩu, Bắc Kinh.

Ngoài ra có thơ truyền miệng (顺口溜)  ghi chép lại các thành phần của món Trác tương miến Bắc Kinh xưa:
Cái miệng đậu xanh, cái mầm hương xuân 
 (青豆嘴儿, 香椿芽儿)，
Cái rau hẹ chiên, thái thành đoạn
 (焯韭菜，切成段儿)；
Cái ngọn rau cần, cái rau diếp ngồng thái nhỏ
 (芹菜末儿、莴笋片儿)，
Cái tỏi trắng tách làm hai nhánh
 (要掰两瓣儿)；
Cái món mầm đậu, khử bỏ rễ，
Cái hoa dưa chuột trên cùng đều thái sợi nhỏ
 (顶花带刺儿的黄瓜要切细丝儿)；
Cái củ cải Tâm Lý Mĩ, thái vài sợi
 (心里美，切几批儿)，
Cái đậu dải băm nhỏ vụn chiên, cuống xanh củ cải đỏ
 (焯江豆剁碎丁儿，小水萝卜带绿缨儿)；
Cái dầu mè lạt tiêu ngâm một giờ, cái mù tạt văng đến cay mắt mũi 
(辣椒麻油淋一点儿，芥末泼到辣鼻眼儿).
Trác tương miến tuy chỉ là một chén ăn nhỏ, cái bảy đĩa tám bát là thái mã ăn kèm.